# Jana Drtilová
Jana Drtilová (* 18. března 1940 Ostroměř) je česká lékařka specializující se na psychiatrii dospělých, dětí a mladistvých. soudní znalkyně v těchto oblastech. Patří k soudním znalkyním v oboru psychiatrie a pedopsychiatrie. 

## Životopis
Jana Drtilová se narodila v Ostroměři. Po ukončení střední školy vystudovala Lékařskou fakultu Masarykovy univerzity v Brně. Během své profesní kariéry pracovala na lůžkovém oddělení v Liberci, v Bohnické psychiatrické nemocnici nebo v Dětské psychiatrické léčebně v Dolních Počernicích. Působila v psychiatrických ambulancích v Nové Pace, Hořicích a od roku 1999 v Říčanech. V ambulantní pedopsychiatrické praxi se věnovala atypickým depresívním stavům dětí a adolescentním krizím svých pacientů.
Podílela se na založení Linky bezpečí v Praze. Mezi lety 1994–1998 zde působila jako ředitelka. Je známa svými texty v odborných časopisech a přednáškami v Institutu postgraduálního vzdělávání ve zdravotnictví. Aktivně se zapojovala do popularizace a šíření vědeckých poznatků ze svého oboru v rozhlase. Například lze uvést rozhlasový pořad „Psychická onemocnění a význam pracovní činnosti“ nebo „Hra, hraní a hračky samotné“ a také v televizi.
Je rozvedená a má dceru.
U příležitosti 20. výročí založení Bílého kruhu bezpečí byly předány Pamětní listy deseti osobnostem, které během dvaceti let s organizací dlouhodobě spolupracovali. Mezi oceněnými byla psychiatrička Jana Drtilová

### Publikace
Ve spolupráci s neuropatologem Františkem Koukolíkem vydala odborné publikace:
- DRTILOVÁ, Jana a KOUKOLÍK, František. Odlišné dítě. Praha: Vyšehrad, 1994. ISBN 80-7021-097-4.[9]
- KOUKOLÍK, František a DRTILOVÁ, Jana. Vzpoura deprivantů: O špatných lidech, skupinové hlouposti a uchvácené moci. Praha: Makropulos, 1996. ISBN 80-901776-8-9.
- KOUKOLÍK, František a DRTILOVÁ, Jana. Život s deprivanty: Zlo na každý den. Praha: Galén, 2001. ISBN 80-7262-088-6.
- KOUKOLÍK, František a DRTILOVÁ, Jana. Život s deprivanty. 2. díl, Základy stupidologie. Makropulos. Velká řada. Praha: Galén, 2002. ISBN 80-7262-078-9.
- KOUKOLÍK, František a DRTILOVÁ, Jana. Vzpoura deprivantů: nestvůry, nástroje, obrana. Nové, přepracované vydání. Makropulos. Praha: Galén, 2006. ISBN 80-7262-410-5.
- KOUKOLÍK, František a DRTILOVÁ, Jana. Vzpoura deprivantů: nestvůry, nástroje, obrana. nové, přepracované vydání. Makropulos. Praha: Galén, 2014. ISBN 978-80-7492-120-9.[10]
- DRTILOVÁ, Jana. Zranitelné oběti a svědci. In: ČÍRTKOVÁ, Ludmila a VITOUŠOVÁ, Petra. Pomoc obětem (a svědkům) trestných činů: příručka pro pomáhající profese. Praha: Grada, 2007. ISBN 978-80-247-2014-2.